# Consell Econòmic i Social de l'ONU
El Consell Econòmic i Social de l'ONU (ECOSOC) assisteix a l'Assemblea General de les Nacions Unides promovent la cooperació i el desenvolupament econòmic i social internacional. ECOSOC té 54 membres, 18 dels quals són elegits cada any per l'Assemblea General per un terme de 3 anys. Encara que tots els membres de l'ONU poden ser elegits, els membres que pertanyen a allò que s'ha anomenat "Primer Món" han estat afavorits consistentment. El president de l'ECOSOC s'elegeix per un any. Cada membre de l'ECOSOC té dret a un vot, i les decisions necessiten la majoria dels membres presents. ECOSOC es reuneix una vegada a l'any el juliol per una sessió de quatre setmanes. Des de 1998 s'ha realitzat una altra reunió l'abril amb els ministres de finances i dirigents del Banc Mundial i el Fons Monetari Internacional.
En el període 2017-2019 Andorra en fou escollit membre. La Plataforma per la Llengua va esdevenir-ne entitat consultiva el 2024.
Com els altres òrgans de l'ONU té la funció d'obtenir informació, aconsellar els membres i fer recomanacions. Però, també té la posició per proveir coherència social i coordinació de les funcions dels cossos subsidiaris de l'ONU.

## Reforma
Al llarg de la seva història, ECOSOC ha estat un vehicle per a la discussió dels afers econòmics i socials. Les seves recomanacions, però, no tenen caràcter obligatori, i diversos estats membres creuen que la utilitat de l'òrgan és marginal. Però, començant el 1992, els Estats Units i altres nacions han començat un esforç per fer que l'ECOSOC tingui una política més rellevant, especialment en els objectius de desenvolupament.

## Comissions funcionals
- Comissió pel Desenvolupament Social
- Comissió dels Drets Humans
- Comissió de Drogues Narcòtiques
- Comissió de la Prevenció del Crim i de la Justícia Criminal
- Comissió de Ciència i Tecnologia pel Desenvolupament
- Comissió de Desenvolupament Sostenible
- Comissió de l'Estatus de les Dones
- Comissió de Població i Desenvolupament
- Comissió d'Estadística

## Comissions regionals
- Comissió Econòmica de les Nacions Unides per a Europa (ECE)
- Comissió Econòmica de les Nacions unides per a Àfrica (ECA)
- Comissió Econòmica de les Nacions Unides per a Llatinoamèrica i el Carib (ECLAC)
- Comissió Social i Econòmica de les Nacions Unides per a l'Àsia i el Pacífic (ESCAP)
- Comissió Econòmica i Social de les Nacions Unides per l'Àsia Occidental (ESCWA o CESPAO)

## Agències especialitzades
Les agències especialitzades són organitzacions autònomes que treballen en conjunció amb l'ONU per mitjà de la coordinació de l'ECOSOC.
- Organització del Treball Internacional (ILO)
- Organització d'Alimentació i Agricultura (FAO)
- Organització d'Educació, Ciència i Cultura de les Nacions Unides (UNESCO)
- Organització Mundial de Sanitat (WHO)
- Banc Mundial
- Banc Internacional per a la Reconstrucció i el Desenvolupament (IBRD)
- Associació per al Desenvolupament Internacional (ODA)
- Corporació Internacional de Finances (IFC)
- Agència Multilateral de Garantia d'Inversió (MIGA)
- Centre Internacional per la Resolució de Disputes d'Inversió (ICSID)
- Fons Monetari Internacional (FMI o IMF)
- Organització Internacional de l'Aviació Civil (ICAO)
- Organització Marítima Internacional (IMO)
- Unió Internacional de Telecomunicació (ITU)
- Unió Postal Universal (UPU)
- Organització Mundial de Meteorologia (WMO)
- Organització Mundial de la Propietat Intel·lectual
- Fons Internacional per al Desenvolupament de l'Agricultura (IFAD)
- Organització de les Nacions Unides per al Desenvolupament Industrial (UNIDO)
- Organització Internacional per als Refugiats (IRO) (que cessà operacions el 1952)
- Oficina Internacional per al Control de Narcòtics (INCB)

## President
El president és elegit per un període d'un any i escollit entre les potències petites o mitjanes de l'ECOSOC. Inga Rhonda King va ser elegida la 74a Presidenta d'ECOSOC el 26 de juliol de 2018. L'ambaixadora King actualment és ambaixadora i representant permanent de Saint Vincent i les Grenadines a les Nacions Unides a Nova York.
| Mandat | President                            | Estat                          |
| ------ | ------------------------------------ | ------------------------------ |
| 2019   | Ms. Inga Rhonda King                 | Saint Vincent i les Grenadines |
| 2018   | Ms. Marie Chatardová                 | República Txeca                |
| 2017   | Mr. Marc Smith                       | Suïssa                         |
| 2016   | Mr. Frederick Musiiwa Makamure Shava | Zimbàbue                       |
| 2015   | Mr. Oh Joon                          | Corea del Sud                  |
| 2014   | Mr. Martin Sajdik                    | Àustria                        |
| 2013   | Mr. Néstor Osorio Londoño            | Colòmbia                       |
| 2012   | Mr. Miloš Koterec                    | Eslovàquia                     |
| 2011   | Mr. Lazarous Kapambwe                | Zàmbia                         |
| 2010   | Mr. Hamidon Ali                      | Malàisia                       |
| 2009   | Ms. Sylvie Lucas                     | Luxemburg                      |
| 2008   | Mr. Léo Mérorès                      | Haití                          |
| 2007   | Mr. Dalius Čekuolis                  | Lituània                       |
| 2006   | Mr. Ali Hachani                      | Tunísia                        |
| 2005   | Mr. Munir Akram                      | Pakistan                       |